# Eleições legislativas na Itália em 2008
As eleições legislativas italianas de 2008 foram realizadas em 13 e 14 de abril, organizadas pelo Conselho de Ministros após a dissolução do Parlamento Italiano. A data das eleições foi fixada pelo Conselho de Ministros que se reuniu pouco depois de o então chefe de Estado, Giorgio Napolitano, anunciar a dissolução do Parlamento. Napolitano se reuniu com o primeiro-ministro interino, Romano Prodi, que assinou o decreto de dissolução do Senado e da Câmara dos Deputados junto com o chefe de Estado.

## Análise eleitoral
As eleições deram a vitória à coligação de centro-direita, que obteve, cerca de, 47% dos votos e maioria absoluta nas duas câmaras e, assim, voltava ao poder, dois anos depois. A nível dos partidos, O Povo da Liberdade, partido originado da fusão entre Força Itália e Aliança Nacional, que foi o partido mais votado, ao obter 37,4% dos votos. Destaque, ainda, para o bom resultado da Liga Norte, que conquistou 8,3% dos votos, o seu melhor resultado em mais de uma década.
Quanto à coligação de centro-esquerda, ficou-se pelos 37% dos votos e, assim, passava para a oposição. O Partido Democrático, formado da fusão dos Democratas de Esquerda e Democracia e Liberdade - A Margarida, obteve um bom resultado, conquistando 33,2% dos votos.
Em relação aos partidos mais pequenos e não-alinhados com nenhuma coligação, apenas a União dos Democratas-Cristãos e de Centro consegui entrar no parlamento, ao conquistar 5,6% dos votos e 36 deputados.
Após as eleições, Silvio Berlusconi voltaria a liderar o governo de Itália, com uma coligação formada pelos partidos de centro-direita, mas, em 2011, viria a ser substituído por um governo tecnocrático, liderado por Mario Monti.

## Resultados Oficiais

### Câmara dos Deputados

#### Itália (19 das 20 regiões)
| Partido                 | Partido                                   | Partido                                   | Votos      | %     | +/-       | Deputados | +/-   |
| ----------------------- | ----------------------------------------- | ----------------------------------------- | ---------- | ----- | --------- | --------- | ----- |
|                         |                                           | O Povo da Liberdade                       | 13 629 464 | 37,38 | Novo      | 272 / 617 | Novo  |
|                         | Liga Norte                                | 3 024 543                                 | 8,30       | 3,72  | 60 / 617  | 34        |       |
|                         | Movimento pelas Autonomias                | 410 499                                   | 1,13       | Novo  | 8 / 617   | Novo      |       |
| Centro-direita (Total)  | Centro-direita (Total)                    | 17 064 506                                | 46,81      | 5,42  | 340 / 617 | 102       |       |
|                         |                                           | Partido Democrático                       | 12 095 306 | 33,18 | Novo      | 211 / 617 | Novo  |
|                         | Itália de Valores                         | 1 594 024                                 | 4,37       | 2,17  | 28 / 617  | 12        |       |
| Centro-esquerda (Total) | Centro-esquerda (Total)                   | 13 689 330                                | 37,55      | 3,98  | 239 / 617 | 3         |       |
|                         | União dos Democratas-Cristãos e de Centro | União dos Democratas-Cristãos e de Centro | 2 050 229  | 5,62  | 1,14      | 36 / 617  | 3     |
|                         | A Esquerda - O Arco-Íris                  | A Esquerda - O Arco-Íris                  | 1 124 298  | 3,08  | Novo      | 0 / 617   | Novo  |
|                         | A Direita - Chama Tricolor                | A Direita - Chama Tricolor                | 884 961    | 2,43  | Novo      | 0 / 617   | Novo  |
|                         | Partido Popular Sul Tirolês               | Partido Popular Sul Tirolês               | 147 718    | 0,41  | 0,07      | 2 / 617   | 2     |
|                         | Outros                                    | Outros                                    | 1 496 212  | 4,12  |           | 0 / 617   |       |
| Votos Inválidos         | Votos Inválidos                           | Votos Inválidos                           | 1 417 315  | 3,74  | 0,83      |           |       |
| Total                   | Total                                     | Total                                     | 37 874 569 | 100   |           | 617 / 617 |       |
| Eleitorado/Participação | Eleitorado/Participação                   | Eleitorado/Participação                   | 47 041 814 | 80,51 | 3,11      |           |       |
| Fonte                   | Fonte                                     | Fonte                                     | [ 4 ]      | [ 4 ] | [ 4 ]     | [ 4 ]     | [ 4 ] |

#### Vale de Aosta
| Partido                 | Partido                           | Votos   | %     | +/-   | Deputados | +/-     |
| ----------------------- | --------------------------------- | ------- | ----- | ----- | --------- | ------- |
|                         | Autonomia, Liberdade e Democracia | 29 314  | 39,12 | 5,32  | 1 / 1     | Estável |
|                         | Coligação Vale de Aosta           | 28 357  | 37,84 | 7,18  | 0 / 1     | Estável |
|                         | O Povo da Liberdade               | 13 880  | 18,52 | Novo  | 0 / 1     | Novo    |
|                         | Liga Norte                        | 2 322   | 3,10  | 1,11  | 0 / 1     | Estável |
|                         | Acção Social                      | 1 066   | 1,42  | 0,60  | 0 / 1     | Estável |
| Votos Inválidos         | Votos Inválidos                   | 4 745   | 5,96  | 0,32  |           |         |
| Total                   | Total                             | 79 684  | 100   |       | 1 / 1     |         |
| Eleitorado/Participação | Eleitorado/Participação           | 100 623 | 79,19 | 4,26  |           |         |
| Fonte                   | Fonte                             | [ 5 ]   | [ 5 ] | [ 5 ] | [ 5 ]     | [ 5 ]   |

#### Estrangeiro
| Partido                 | Partido                                            | Votos     | %     | +/-   | Deputados | +/-     |
| ----------------------- | -------------------------------------------------- | --------- | ----- | ----- | --------- | ------- |
|                         | Partido Democrático                                | 338 954   | 32,48 | Novo  | 6 / 12    | Novo    |
|                         | O Povo da Liberdade                                | 322 437   | 30,90 | Novo  | 4 / 12    | Novo    |
|                         | União dos Democratas-Cristãos e de Centro          | 88 017    | 8,43  | 1,59  | 0 / 12    | Estável |
|                         | Movimento Associativo dos Italianos no Estrangeiro | 86 970    | 8,33  | Novo  | 1 / 12    | Novo    |
|                         | Associação Italianas na América do Sul             | 64 325    | 6,16  | 4,12  | 0 / 12    | 1       |
|                         | Itália de Valores                                  | 42 419    | 4,04  | 1,22  | 1 / 12    | Estável |
|                         | Partido Socialista Italiano                        | 32 513    | 3,12  | Novo  | 0 / 12    | Novo    |
|                         | A Esquerda - O Arco Íris                           | 28 495    | 2,73  | Novo  | 0 / 12    | Novo    |
|                         | A Direita - Chama Tricolor                         | 14 974    | 1,43  | Novo  | 0 / 12    | Novo    |
|                         | Outros                                             | 24 684    | 2,37  |       | 0 / 12    |         |
| Votos Inválidos         | Votos Inválidos                                    | 111 893   | 9,68  | 1,83  |           |         |
| Total                   | Total                                              | 1 155 411 | 100   |       | 12 / 12   |         |
| Eleitorado/Participação | Eleitorado/Participação                            | 2 924 178 | 39,51 | 0,58  |           |         |
| Fonte                   | Fonte                                              | [ 6 ]     | [ 6 ] | [ 6 ] | [ 6 ]     | [ 6 ]   |

### Senado da República

#### Itália (18 das 20 regiões)
| Partido                 | Partido                                   | Partido                                   | Votos      | %     | +/-       | Senadores | +/-   |
| ----------------------- | ----------------------------------------- | ----------------------------------------- | ---------- | ----- | --------- | --------- | ----- |
|                         |                                           | O Povo da Liberdade                       | 12 511 258 | 38,17 | Novo      | 141 / 301 | Novo  |
|                         | Liga Norte                                | 2 642 280                                 | 8,06       | 3,58  | 25 / 301  | 12        |       |
|                         | Movimento pelas Autonomias                | 355 361                                   | 1,08       | Novo  | 2 / 301   | Novo      |       |
| Centro-direita (Total)  | Centro-direita (Total)                    | 15 508 899                                | 47,32      | 6,43  | 168 / 301 | 36        |       |
|                         |                                           | Partido Democrático                       | 11 042 452 | 33,69 | Novo      | 116 / 301 | Novo  |
|                         | Itália de Valores                         | 1 414 730                                 | 4,32       | 1,43  | 14 / 301  | 10        |       |
| Centro-esquerda (Total) | Centro-esquerda (Total)                   | 12 457 182                                | 38,01      | 6,72  | 130 / 301 | 24        |       |
|                         | União dos Democratas-Cristãos e de Centro | União dos Democratas-Cristãos e de Centro | 1 866 356  | 5,69  | 1,07      | 3 / 301   | 18    |
|                         | A Esquerda - O Arco-Íris                  | A Esquerda - O Arco-Íris                  | 1 053 228  | 3,21  | Novo      | 0 / 301   | Novo  |
|                         | A Direita - Chama Tricolor                | A Direita - Chama Tricolor                | 686 926    | 2,10  | Novo      | 0 / 301   | Novo  |
|                         | Outros                                    | Outros                                    | 1 201 748  | 3,67  |           | 0 / 301   |       |
| Votos Inválidos         | Votos Inválidos                           | Votos Inválidos                           | 1 284 067  | 3,77  | 0,65      |           |       |
| Total                   | Total                                     | Total                                     | 34 058 406 | 100   |           | 301 / 301 |       |
| Eleitorado/Participação | Eleitorado/Participação                   | Eleitorado/Participação                   | 42 358 775 | 80,40 | 3,10      |           |       |
| Fonte                   | Fonte                                     | Fonte                                     | [ 7 ]      | [ 7 ] | [ 7 ]     | [ 7 ]     | [ 7 ] |

#### Trentino - Alto Ádige
| Partido                 | Partido                                   | Partido                                               | Votos   | %     | +/-   | Senadores | +/-     |
| ----------------------- | ----------------------------------------- | ----------------------------------------------------- | ------- | ----- | ----- | --------- | ------- |
|                         |                                           | Partido Popular Sul Tirolês - Juntos pelas Autonomias | 153 721 | 27,75 | 6,79  | 2 / 7     | 1       |
|                         | Partido Popular Sul Tirolês               | 98 948                                                | 17,86   | 2,62  | 2 / 7 | Estável   |         |
|                         | Partido Democrático                       | 19 253                                                | 3,48    | Novo  | 0 / 7 | Novo      |         |
| Centro-esquerda (Total) | Centro-esquerda (Total)                   | 271 922                                               | 49,09   | 10,74 | 4 / 7 | 1         |         |
|                         | O Povo da Liberdade                       | O Povo da Liberdade                                   | 156 126 | 28,18 | Novo  | 3 / 7     | Novo    |
|                         | A Esquerda - O Arco-Íris                  | A Esquerda - O Arco-Íris                              | 39 957  | 7,21  | Novo  | 0 / 7     | Novo    |
|                         | União dos Democratas-Cristãos e de Centro | União dos Democratas-Cristãos e de Centro             | 32 511  | 5,87  | -     | 0 / 7     | -       |
|                         | Os Libertários                            | Os Libertários                                        | 24 772  | 4,47  | 1,55  | 0 / 7     | Estável |
|                         | A Direita - Chama Tricolor                | A Direita - Chama Tricolor                            | 16 462  | 2,97  | Novo  | 0 / 7     | Novo    |
|                         | União pelo Tirol do Sul                   | União pelo Tirol do Sul                               | 11 820  | 2,13  | Novo  | 0 / 7     | Novo    |
|                         | Partido Socialista Italiano               | Partido Socialista Italiano                           | 369     | 0,07  | Novo  | 0 / 7     | Novo    |
| Votos Inválidos         | Votos Inválidos                           | Votos Inválidos                                       | 32 002  | 5,46  | 0,63  |           |         |
| Total                   | Total                                     | Total                                                 | 585 941 | 100   |       | 7 / 7     |         |
| Eleitorado/Participação | Eleitorado/Participação                   | Eleitorado/Participação                               | 693 965 | 84,43 | 3,33  |           |         |
| Fonte                   | Fonte                                     | Fonte                                                 | [ 8 ]   | [ 8 ] | [ 8 ] | [ 8 ]     | [ 8 ]   |

#### Vale de Aosta
| Partido                 | Partido                           | Votos  | %     | +/-   | Senadores | +/-     |
| ----------------------- | --------------------------------- | ------ | ----- | ----- | --------- | ------- |
|                         | Coligação Vale de Aosta           | 29 191 | 41,39 | 9,41  | 1 / 1     | 1       |
|                         | Autonomia, Liberdade e Democracia | 26 377 | 37,40 | 6,77  | 0 / 1     | 1       |
|                         | O Povo da Liberdade               | 12 167 | 17,25 | Novo  | 0 / 1     | Novo    |
|                         | Liga Norte                        | 2 081  | 2,95  | 0,81  | 0 / 1     | Estável |
|                         | Acção Social                      | 712    | 1,01  | 0,04  | 0 / 1     | Estável |
| Votos Inválidos         | Votos Inválidos                   | 3 755  | 5,06  | 0,55  |           |         |
| Total                   | Total                             | 74 283 | 100   |       | 1 / 1     |         |
| Eleitorado/Participação | Eleitorado/Participação           | 93 434 | 79,50 | 4,09  |           |         |
| Fonte                   | Fonte                             | [ 9 ]  | [ 9 ] | [ 9 ] | [ 9 ]     | [ 9 ]   |

#### Estrangeiro
| Partido                 | Partido                                            | Votos     | %      | +/-    | Senadores | +/-     |
| ----------------------- | -------------------------------------------------- | --------- | ------ | ------ | --------- | ------- |
|                         | O Povo da Liberdade                                | 322 698   | 33,86  | Novo   | 3 / 6     | Novo    |
|                         | Partido Democrático                                | 314 703   | 33,02  | Novo   | 2 / 6     | Novo    |
|                         | Movimento Associativo dos Italianos no Estrangeiro | 72 511    | 7,61   | Novo   | 1 / 6     | Novo    |
|                         | Associações Italianas na América do Sul            | 60 794    | 6,38   | 3,24   | 0 / 6     | 1       |
|                         | União dos Democratas-Cristãos e de Centro          | 57 817    | 6,07   | 0,36   | 0 / 6     | Estável |
|                         | Itália de Valores                                  | 38 357    | 4,02   | 1,05   | 0 / 6     | Estável |
|                         | Partido Socialista Italiano                        | 28 149    | 2,95   | Novo   | 0 / 6     | Novo    |
|                         | A Esquerda - O Arco-Íris                           | 27 067    | 2,84   | Novo   | 0 / 6     | Novo    |
|                         | A Direita - Chama Tricolor                         | 13 139    | 1,38   | Novo   | 0 / 6     | Novo    |
|                         | Outros                                             | 17 909    | 1,87   |        | 0 / 6     |         |
| Votos Inválidos         | Votos Inválidos                                    | 106 481   | 10,05  | 2,67   |           |         |
| Total                   | Total                                              | 1 059 625 | 100    |        | 6 / 6     |         |
| Eleitorado/Participação | Eleitorado/Participação                            | 2 627 832 | 40,32  | 0,77   |           |         |
| Fonte                   | Fonte                                              | [ 10 ]    | [ 10 ] | [ 10 ] | [ 10 ]    | [ 10 ]  |

## Resultados por Distrito Eleitoral

### Câmara dos Deputados

#### (Itália, excluindo Vale de Aosta e Estrangeiro)
| Distrito Eleitoral  | %    | D   | %    | D   | %    | D  | %    | D   | %    | D   | %   | D  | %   | D  | %   | D   | %    | D   | D   | Votantes   |
| Distrito Eleitoral  | PdL  | PdL | PD   | PD  | LN   | LN | UDC  | UDC | IdV  | IdV | SA  | SA | LD  | LD | MpA | MpA | SVP  | SVP | D   | Votantes   |
| ------------------- | ---- | --- | ---- | --- | ---- | -- | ---- | --- | ---- | --- | --- | -- | --- | -- | --- | --- | ---- | --- | --- | ---------- |
| Piemonte 1          | 32,5 | 9   | 36,4 | 9   | 8,7  | 3  | 5,1  | 1   | 6,0  | 2   | 4,1 | -  | 3,5 | -  | -   | -   | -    | -   | 24  | 1 441 175  |
| Piemonte 2          | 36,4 | 10  | 28,5 | 6   | 16,7 | 5  | 5,4  | 1   | 3,9  | 1   | 2,7 | -  | 2,9 | -  | -   | -   | -    | -   | 23  | 1 382 094  |
| Lombardia 1         | 35,9 | 16  | 31,1 | 13  | 16,1 | 8  | 3,5  | 1   | 4,5  | 2   | 3,5 | -  | 2,3 | -  | -   | -   | -    | -   | 40  | 2 516 073  |
| Lombardia 2         | 31,3 | 15  | 24,5 | 10  | 27,8 | 14 | 4,8  | 2   | 3,8  | 2   | 2,5 | -  | 1,9 | -  | -   | -   | -    | -   | 43  | 2 787 580  |
| Lombardia 3         | 33,6 | 6   | 30,9 | 5   | 18,3 | 3  | 4,5  | 1   | 3,2  | -   | 2,8 | -  | 2,3 | -  | -   | -   | -    | -   | 15  | 1 001 733  |
| Trentino-Alto Ádige | 20,9 | 3   | 24,5 | 3   | 9,4  | 1  | 4,2  | -   | 3,3  | -   | 3,1 | -  | 2,0 | -  | -   | -   | 24,0 | 2   | 9   | 640 664    |
| Veneto 1            | 27,1 | 9   | 25,6 | 8   | 28,2 | 8  | 6,0  | 2   | 3,9  | 1   | 2,0 | -  | 2,0 | -  | -   | -   | -    | -   | 30  | 1 908 902  |
| Veneto 2            | 27,7 | 6   | 27,9 | 6   | 25,4 | 6  | 5,0  | 1   | 4,9  | 1   | 2,6 | -  | 1,9 | -  | -   | -   | -    | -   | 20  | 1 242 202  |
| Friuli-Veneza Júlia | 34,7 | 5   | 31,3 | 4   | 13,0 | 2  | 6,0  | 1   | 4,4  | 1   | 3,1 | -  | 3,0 | -  | -   | -   | -    | -   | 13  | 791 732    |
| Ligúria             | 36,7 | 7   | 37,6 | 6   | 6,8  | 2  | 3,8  | 1   | 4,9  | 1   | 3,7 | -  | 2,7 | -  | -   | -   | -    | -   | 17  | 1 029 436  |
| Emília-Romanha      | 28,6 | 15  | 45,7 | 20  | 7,8  | 4  | 4,3  | 2   | 4,2  | 2   | 3,0 | -  | 2,5 | -  | -   | -   | -    | -   | 43  | 2 883 137  |
| Toscana             | 31,6 | 15  | 46,8 | 19  | 2,0  | 1  | 4,2  | 2   | 3,5  | 1   | 4,5 | -  | 2,9 | -  | -   | -   | -    | -   | 38  | 2 447 136  |
| Úmbria              | 34,5 | 4   | 44,4 | 5   | 1,7  | -  | 4,5  | -   | 3,0  | -   | 3,5 | -  | 3,6 | -  | -   | -   | -    | -   | 9   | 580 801    |
| Marche              | 35,0 | 6   | 41,4 | 7   | 2,2  | 1  | 6,1  | 1   | 4,5  | 1   | 3,0 | -  | 3,4 | -  | -   | -   | -    | -   | 16  | 1 010 921  |
| Lazio 1             | 41,1 | 20  | 39,2 | 16  | -    | -  | 4,3  | 2   | 4,6  | 2   | 3,5 | -  | 3,4 | -  | 0,3 | -   | -    | -   | 40  | 2 587 663  |
| Lazio 2             | 49,3 | 9   | 30,7 | 5   | -    | -  | 6,1  | 1   | 3,0  | -   | 2,8 | -  | 3,4 | -  | 0,4 | -   | -    | -   | 15  | 1 008 061  |
| Abruzzo             | 41,6 | 7   | 33,5 | 5   | -    | -  | 5,9  | 1   | 7,0  | 1   | 3,2 | -  | 3,2 | -  | 1,6 | -   | -    | -   | 14  | 864 981    |
| Molise              | 36,5 | 2   | 17,9 | -   | -    | -  | 5,8  | -   | 27,7 | 1   | 1,9 | -  | 1,7 | -  | 5,4 | -   | -    | -   | 3   | 207 499    |
| Campânia 1          | 48,7 | 18  | 30,0 | 10  | -    | -  | 5,5  | 2   | 5,0  | 2   | 3,0 | -  | 1,4 | -  | 2,7 | 1   | -    | -   | 33  | 1 784 408  |
| Campânia 2          | 49,5 | 16  | 28,3 | 9   | -    | -  | 7,6  | 2   | 4,4  | 1   | 2,4 | -  | 1,8 | -  | 2,1 | 1   | -    | -   | 29  | 1 705 813  |
| Apúlia              | 45,6 | 23  | 31,0 | 14  | -    | -  | 8,0  | 4   | 4,6  | 2   | 3,0 | -  | 2,1 | -  | 1,8 | 1   | -    | -   | 44  | 2 503 681  |
| Basilicata          | 36,8 | 3   | 38,6 | 3   | -    | -  | 6,9  | -   | 5,9  | -   | 3,5 | -  | 2,3 | -  | 0,8 | -   | -    | -   | 6   | 363 102    |
| Calábria            | 41,3 | 11  | 32,6 | 7   | -    | -  | 8,2  | 2   | 3,6  | 1   | 3,2 | -  | 2,2 | -  | 2,6 | 1   | -    | -   | 22  | 1 134 314  |
| Sicília 1           | 45,9 | 13  | 25,8 | 7   | -    | -  | 11,4 | 3   | 3,9  | 1   | 2,7 | -  | 1,8 | -  | 5,6 | 1   | -    | -   | 25  | 1 436 858  |
| Sicília 2           | 47,3 | 15  | 25,1 | 7   | -    | -  | 7,6  | 2   | 3,0  | 1   | 2,6 | -  | 2,3 | -  | 9,6 | 3   | -    | -   | 28  | 1 609 813  |
| Sardenha            | 42,4 | 9   | 36,2 | 7   | -    | -  | 5,6  | 1   | 4,0  | 1   | 3,6 | -  | 1,5 | -  | 0,6 | -   | -    | -   | 18  | 1 004 790  |
| Itália              | 37,4 | 272 | 33,2 | 211 | 8,3  | 60 | 5,6  | 36  | 4,4  | 28  | 3,1 | -  | 2,4 | -  | 1,1 | 8   | 0,4  | 2   | 617 | 37 874 569 |